# Taça dos Campeões Europeus de Hóquei em Patins de 1974-75
A Taça dos Campeões Europeus de Hóquei em Patins de 1974-75 foi a 10ª edição da Taça dos Campeões.

## Equipas participantes
| País               | Clube         | Classificação                                                     |
| ------------------ | ------------- | ----------------------------------------------------------------- |
| Alemanha Ocidental | RESG Walsum   | Campeão da Liga Alemã-Ocidental de 1973/74                        |
| Bélgica            | Royal Sunday  | Campeão da Liga Belga de 1973/74                                  |
| Espanha            | FC Barcelona  | Campeão Europeu de 1973/74 e Campeão da Liga Espanhola de 1972/73 |
| Espanha            | CP Voltregà   | Vencedor da Taça Generalíssimo de 1973/74                         |
| França             | US Coutras    | Campeão da Liga Francesa de 1973/74                               |
| Itália             | Hockey Novara | Campeão da Liga Italiana de 1973/74                               |
| Países Baixos      | RC Lichtstad  | Campeão da Liga Neerlandesa de 1973/74                            |
| Portugal           | SL Benfica    | Campeão da Liga Portuguesa de 1973/4                              |
| Suíça              | RS Zurique    | Campeão da Liga Suíça de 1973/74                                  |

## Jogos

### 1ª Eliminatória
| Equipa 1     | Total | Equipa 2    | 1.ª Mão | 2.ª Mão |
| ------------ | ----- | ----------- | ------- | ------- |
| RC Lichtstad | 7-15  | CP Voltregà | 5-4     | 2-11    |

### Fase Final
|  | Quartos-de-Final | Quartos-de-Final | Quartos-de-Final | Quartos-de-Final |               |              | Meias-finais | Meias-finais | Meias-finais |  |             | Final | Final | Final |
|  |                  |                  |                  |                  |               |              |              |              |              |  |             |       |       |       |
|  | 1                | SL Benfica       | 8                | 3                |               |              |              |              |              |  |             |       |       |       |
|  | 8                | RESG Walsum      | 0                | 4                |               |              |              |              |              |  |             |       |       |       |
|  | 8                | RESG Walsum      | 0                | 4                |               | SL Benfica   | 3            | 7            |              |  |             |       |       |       |
|  |                  |                  |                  |                  |               | SL Benfica   | 3            | 7            |              |  |             |       |       |       |
|  |                  | CP Voltregà      | 7                | 15               |               |              |              |              |              |  |             |       |       |       |
|  | 4                | CP Voltregà      | 7                | 15               | Royal Sunday  | 7            | 2            |              |              |  |             |       |       |       |
|  | 4                |                  |                  |                  | Royal Sunday  | 7            | 2            |              |              |  |             |       |       |       |
|  | 5                | CP Voltregà      | 9                | 11               |               |              |              |              |              |  |             |       |       |       |
|  | 5                | CP Voltregà      | 9                | 11               |               |              |              |              |              |  | CP Voltregà | 5     | 6     |       |
|  |                  |                  |                  |                  |               |              |              |              |              |  | CP Voltregà | 5     | 6     |       |
|  |                  | FC Barcelona     | 5                | 4                |               |              |              |              |              |  |             |       |       |       |
|  | 3                | FC Barcelona     | 5                | 4                | RS Zurique    | 3            | 2            |              |              |  |             |       |       |       |
|  | 3                |                  |                  |                  | RS Zurique    | 3            | 2            |              |              |  |             |       |       |       |
|  | 6                | FC Barcelona     | 11               | 25               |               |              |              |              |              |  |             |       |       |       |
|  | 6                | FC Barcelona     | 11               | 25               |               | FC Barcelona | 11           | 9            |              |  |             |       |       |       |
|  |                  |                  |                  |                  |               | FC Barcelona | 11           | 9            |              |  |             |       |       |       |
|  |                  | Hockey Novara    | 4                | 5                |               |              |              |              |              |  |             |       |       |       |
|  | 2                | Hockey Novara    | 4                | 5                | Hockey Novara | 13           | 9            |              |              |  |             |       |       |       |
|  | 2                |                  |                  |                  | Hockey Novara | 13           | 9            |              |              |  |             |       |       |       |
|  | 7                | US Coutras       | 4                | 7                |               |              |              |              |              |  |             |       |       |       |
|  | 7                | US Coutras       | 4                | 7                |               |              |              |              |              |  |             |       |       |       |

### Quartos-de-Final
| Equipa 1      | Total | Equipa 2     | 1.ª Mão | 2.ª Mão |
| ------------- | ----- | ------------ | ------- | ------- |
| SL Benfica    | 11-4  | RESG Walsum  | 8-0     | 3-4     |
| Royal Sunday  | 9-20  | CP Voltregà  | 7-9     | 2-11    |
| RS Zurique    | 5-36  | FC Barcelona | 3-11    | 2-25    |
| Hockey Novara | 22-11 | US Coutras   | 13-4    | 9-7     |

### Meias-finais
| Equipa 1     | Total | Equipa 2      | 1.ª Mão | 2.ª Mão |
| ------------ | ----- | ------------- | ------- | ------- |
| SL Benfica   | 10-22 | CP Voltregà   | 3-7     | 7-15    |
| FC Barcelona | 20-9  | Hockey Novara | 11-4    | 9-5     |

### Final
| Equipa 1    | Total | Equipa 2     | 1.ª Mão | 2.ª Mão |
| ----------- | ----- | ------------ | ------- | ------- |
| CP Voltregà | 11-9  | FC Barcelona | 5-5     | 6-4     |

| Campeão Europeu 1974-75  |
| ------------------------ |
|                          |
| CP Voltregà (2.º título) |

### Internacional
- Ligações para todos os sítios de hóquei
- Mundook- Sítio com notícias de todo o mundo do hóquei
- Hoqueipatins.com - Sítio com todos os resultados de Hóquei em Patins